# Jean Antoine Letronne
Jean Antoine Letronne (* 25. Januar 1787 in Paris; † 14. Dezember 1848 ebenda) war ein französischer Altertumswissenschaftler.

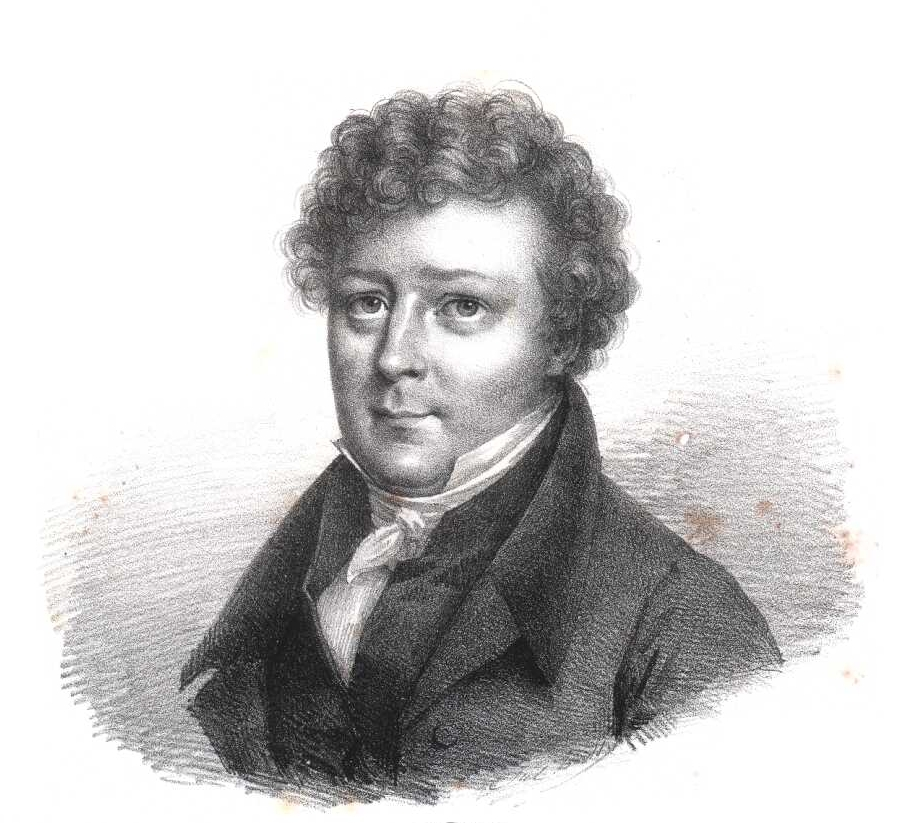
Jean Antoine Letronne, Lithographie von Julien Léopold Boilly (1796–1874)

## Leben
Jean Antoine Letronne war ein Sohn des Graveurs Jean Louis Letronne (1766–1801) und der ältere Bruder des Malers Louis Letronne (1790–1842). Er begann wie dieser eine Ausbildung bei dem Maler Jacques-Louis David, doch die Wissenschaften interessierten ihn mehr und er besuchte die polytechnische Schule. Infolge des Todes seines Vaters 1801 konnte er aber die Ausbildung an dieser Schule nicht beenden, sondern musste zu seinem eigenen Unterhalt und jenem seiner Mutter und seines jüngeren Bruders finanziell beitragen. So nahm er das Angebot des Geographieprofessors Edme Mentelle, dessen Gehilfe zu werden und bei verschiedenen Kompilationen (Dictionnaire de Géographie moderne, Géographie de toutes les Parties du Monde) mitzuarbeiten, gern an. Er begann nun ein Studium am Collège de France. Es wird berichtet, dass er dort seine schon hochentwickelten kritischen Fähigkeiten weiter schulte, indem er alte, fehlerhafte Editionen griechischer Autoren korrigierte und die Ergebnisse dann mit den neuesten und anerkanntesten Ausgaben verglich.
Nachdem Letronne mehrere Jahre unter eifrigen Studien mit Anstrengung und Erfolg als Mitarbeiter Mentelles gewirkt hatte, konnte er von Oktober 1810 bis Juni 1812 im Gefolge eines reichen Ausländers eine größere wissenschaftliche Reise durch Frankreich, Italien und die Schweiz unternehmen. Nach seiner Rückkehr nach Paris veröffentlichte er 1813 eine Schrift mit dem Titel Essai critique sur la topographie de Syracuse au commencement de cinquième siècle avant J. Chr., die sich mit der Interpretation des Thukydides befasste. 1814 erschienen seine Recherches geographiques et critiques über die De Mensura Orbis Terrae des Dicuil. 1815 beauftragte ihn die Regierung, die von Gabriel de La Porte du Theil begonnene Übersetzung des Strabon zu vollenden. Nachdem er die (erst 1851 gedruckte) preisgekrönte Schrift Recherches sur les fragments d’Héron d’Alexandrie, ou histoire du système métrique des Égyptiens depuis le règne des Pharaons jusqu’à l’invasion des Arabes verfasst hatte, wurde er im März 1816 in die Académie des Inscriptions et Belles-Lettres aufgenommen.
Weitere Beförderungen Letronnes folgten rasch: 1817 wurde er zum Direktor der École des Chartes ernannt, 1829 Generalinspekteur der Universität und 1831 Professor für Geschichte am Collège de France. Diesen Lehrstuhl vertauschte er 1838 mit dem für Archäologie. Im gleichen Jahr opponierte er mit sämtlichen Unterbibliothekaren gegen die durch den Bildungsminister Narcisse-Achille de Salvandy erfolgte Ernennung eines Direktors der königlichen Bibliothek, woraufhin dann eine neuere Ordonnanz  des Ministers Abel-François Villemain ihn selbst an die Spitze der Bibliothek stellte. 1840 wurde er Nachfolger von Pierre-Claude Daunou als Leiter der Nationalarchive. Später wurde ihm die Administration des Collège de France anvertraut. Besonders in der letzteren Stellung nahm er erfolgreich seine früheren Studien wieder auf, und viele wichtige Punkte der Archäologie, Numismatik, alten Geschichte und antiken Geographie fanden infolge seiner unermüdlichen Forschungen teils Aufklärung, teils Berichtigung. Am 14. Dezember 1848 starb er im Alter von 61 Jahren in Paris.
Seit 1821 war er korrespondierendes und seit 1832 auswärtiges Mitglied der Preußischen Akademie der Wissenschaften. 1834 wurde er zum auswärtigen Mitglied der Bayerischen Akademie der Wissenschaften gewählt. Die Académie royale des Sciences, des Lettres et des Beaux-Arts de Belgique nahm ihn 1847 als assoziiertes Mitglied auf.
Der Mondkrater Letronne wurde 1935 nach ihm benannt.

## Weitere Schriften
- Cours élémentaire de géographie ancienne et moderne. 1814 (oft neu aufgelegt).
- Considérations générales sur l’évaluation des monnaies grecques et romaines, et sur la valeur de l’or et de l’argent avant la découverte de l’Amérique. Didot, Paris 1817, Digitalisat.
- Recherches pour servir à l’histoire de l’Égypte pendant la domination des Grecs et des Romains. Boulland-Tardien, Paris 1823, Digitalisat.
- Observations critiques et archéologiques sur l’objet des représentations zodiacales qui nous restent de l’antiquité. Paris 1824.
- Tabulae octo nummorum, ponderum, mensurarum apud Romanos et Graecos. Paris 1825.
- Éclaircissements historiques faisant suite aux œuvres de Rollin. Paris 1825.
- Analyse critique du recueil d’inscriptions grecques et latines de M. le comte de Vidua. Paris 1828.
- Matériaux pour servir à l’histoire du christianisme. Paris 1833.
- La statue vocale de Memnon, considérée dans ses rapports avec l’Égypte et la Grèce. Paris 1833.
- Lettres sur l’emploi de la peinture historique murale chez les Grecs et les Romains. 2 Bde., Paris 1835–37.
- Sur l’Origine greque des zodiaques prétendus Égyptiens. In: Revue des Deux Mondes. Ser. 4, Bd. 11, 1837, S. 464–491, Digitalisat, (Auch Sonderabdruck: Fournier, Paris 1837). Mit dieser Schrift stellte er einen Irrtum richtig, der bis dahin die Chronologie der Ägyptologen verfälscht hatte.
- Fragments des poèmes géographiques de Scymnus de Chio et du faux Dicéarque. 1840 (diese Fragmente stellte Letronne aus einer Handschrift der königlichen Bibliothek wieder her).
- Diplômes et Chartres de l’Époque Mérovingienne sur Papyrus et sur Vélin conservés aux Archives du Royaume. Kaeppelin, Paris 1848.
- Recueil des inscriptions grecques et latines de l’Égypte, étudiées dans leur rapport avec l’histoire politique, l’administration intérieure, les institutions civiles et réligieuses de ce pays depuis la conquête d’Alexandre jusqu’à celle des Arabes. 2 Bände. A L’Imprimerie Royale, 1842–1848, Digitalisat Bd. 1, Digitalisat Bd. 2, (Letronnes Hauptwerk, fortgesetzt von Charles Marie Wladimir Brunet de Presle).